# Поцоло Формигаро
Поцо̀ло Формига̀ро (на италиански: Pozzolo Formigaro; на пиемонтски: Posseu, Посеу, на местен диалект: Posseu, Посеу) е малко градче и община в Северна Италия, провинция Алесандрия, регион Пиемонт. Разположено е на 171 m надморска височина. Населението на общината е 4886 души (към 2010 г.).